# Teenage Mutant Ninja Turtles 2: Battle Nexus
Teenage Mutant Ninja Turtles 2: Battle Nexus is een videospel uit het vechtspel genre, gebaseerd op de tweede animatieserie van de Teenage Mutant Ninja Turtles. Het spel werd in 2004 uitgebracht door Konami.
Het spel speelt zich af in de Battle Nexus uit de animatieserie, en kan door maximaal vier spelers tegelijk gespeeld worden. Elke Turtle heeft in dit spel zijn eigen unieke bewegingen die aansluiten bij hun persoonlijkheid. In singleplayer mode is het mogelijk tijdens het spel van Turtle te wisselen.
Het spel bevat ook het oude Teenage Mutant Ninja Turtles arcadespel als een ontsluitbaar extraatje.

## Ontvangst
| Beoordeeld door       | Jaar | Platform      | Score |
| --------------------- | ---- | ------------- | ----- |
| GameZone              | 2005 | Windows       | 67%   |
| IGN                   | 2004 | GameCube      | 60%   |
| Jeuxpo.com            | 2005 | GameCube      | 55%   |
| Game Over Online      | 2004 | GameCube      | 50%   |
| PC Gameplay (Benelux) | 2005 | Windows       | 46%   |
| Gaming Age            | 2004 | PlayStation 2 | 42%   |
| 1UP                   | 2004 | GameCube      | 40%   |
| 4Players.de           | 2005 | PlayStation 2 | 38%   |
| GameSpy               | 2004 | Xbox          | 30%   |
| GameSpy               | 2004 | PlayStation 2 | 30%   |